# Frinkcoin
Frinkcoin (v anglickém originále Frinkcoin) je 13. díl 31. řady (celkem 675.) amerického animovaného seriálu Simpsonovi. Scénář napsal Rob LaZebnik a díl režíroval Steven Dean Moore. V USA měl premiéru dne 23. února 2020 na stanici Fox Broadcasting Company a v Česku byl poprvé vysílán 29. září 2020 na stanici Prima Cool.

## Děj
Simpsonovi jsou v nové veganské restauraci Čočková instituce a rodiče Lízy se snaží, aby si je vybrala pro svou esej „Nejzajímavější člověk co znám“, ale ona si vybrala profesora Frinka, který se věnuje světu prostřednictvím vědy. Líza jej navštíví na Springfieldské univerzitě vede s ním rozhovor. Po vysvětlení svého životního příběhu sděluje, že „právě vyvinul svou vlastní kryptoměnu“, Frinkcoin.
Frinkcoin se stal slavným, a z profesora je díky tomu nejbohatší muž ve městě, což štve do té doby nejbohatšího občana Springfieldu pana Burnse. Frink se však uvnitř cítí prázdný, a tak se mu Líza snaží pomoci. Přestěhuje se ze své univerzitní kanceláře do Chicaga, ale přesto je smutný. Marge navrhuje, aby ho Homer vzal do hospody U Vočka. Frink zodpoví v kvízu na všechny otázky správně, a získává si tím popularitu a respekt štamgastů a spřátelí se s nimi. Vezme je do nejlepších lokálů ve Springfieldu.
Smithers sestaví tým programátorů, aby pro pana Burnse vytvořili novou kryptoměnu Burns Coin. Nedaří se jim to, a proto se rozhodnou vytvořit rovnici na znehodnocení všech kryptoměn. Výpočty by však trvaly tisíce let. Burns se proto rozhodne zruinovat Frinka psychicky a řekne mu, že jeho noví přátelé jsou falešní a mají jej rádi jen pro jeho peníze. Burns tabuli s rovnicí umístí do centra, aby ji vyřešila moudrost davu. Frink mezitím testuje upřímnost svých nových přátel a zjistí, že jsou všichni opravdu falešní.
Rovnici na tabuli někdo vyřeší. Líza si uvědomuje, že ji vyřešil sám Frink, a tím přijde o všechny své příjmy z kryptoměny a Líza se stává Frinkovou nejlepší přítelkyní. Po deseti dnech se Frink vrací na univerzitu a začne se líbat s profesorkou, se kterou sdílí kabinet.

## Přijetí
Při prvním vysílání přilákala epizoda 1,84 milionu diváků.
Dennis Perkins z The A.V. Clubu dal této epizodě hodnocení B s tím, že epizoda „využívá koncept kryptoměny jako záminku pro do značné míry úspěšné cvičení ve vývoji vedlejších postav“.
Server Den of Geek udělil tomuto dílu 4 hvězdičky z 5 a uvedl: „Profesor Frink se konečně dočká odměny ve 31. sérii Simpsonových, ve Frinkcoinu. Nejen proto, že konečně vynalezl něco, co má ekonomickou hodnotu, ale také proto, že stojí v čele napínavé a nakonec milé epizody, která není ani nucená, ani uspěchaná. Tato série se oproti té předchozí zlepšila, ale stále zůstává nervózně neuspokojivá. A to nejen při srovnání se skvělými prvními řadami, ale i se současnými animovanými komediemi. Seriál se nyní dostává hlouběji k postavám Simpsonových rozmanitějšími způsoby a často získává větší nadhled. Simpsonovi také nacházejí lepší způsoby, jak využít společenský komentář, aniž by byl kazatelský. Většinou však, co se týče smíchu, stále nejsme naplněni. Připadá mi to jako jídlo bez dezertu.“.
Dne 28. července 2020 byl tento díl nominován na cenu Emmy za vynikající hlasový výkon Hanka Azarii.